# Выбье
Вы́бье (фин. Vipiä) — деревня в Усть–Лужском сельском поселении Кингисеппского района Ленинградской области.

## История
Впервые упоминается в писцовых книгах Шелонской пятины от 1571 года как деревня на Виои реке — 1 обжа в Ямском Окологородье.
На карте Ингерманландии А. И. Бергенгейма, составленной по шведским материалам 1676 года, на месте деревни отмечено безымянное селение.
На шведской «Генеральной карте провинции Ингерманландии» 1704 года обозначена деревня Vibia.
На «Географическом чертеже Ижорской земли» Адриана Шонбека 1705 года она упоминается как Вибия.
На карте Санкт-Петербургской губернии Я. Ф. Шмидта 1770 года обозначена как деревня Выбье.
Деревня Выбья упоминается на карте Санкт-Петербургской губернии 1792 года А. М. Вильбрехта.

ВЫБЬЯ — деревня принадлежит Казённому ведомству, число жителей по ревизии: 36 м. п., 58 ж. п. (1838 год)

На этнографической карте Санкт-Петербургской губернии П. И. Кёппена 1849 года она обозначена как деревня «Wipiä», расположенная в ареале расселения савакотов. В пояснительном тексте к этнографической карте указано количество её жителей на 1848 год: савакотов — 42 м. п., 56 ж. п., всего 98 человек.

ВЫБЬЯ — деревня Ведомства государственного имущества, по просёлочной дороге, число дворов — 9, число душ — 51 м. п. (1856 год)

ВЫБЬЯ — деревня, число жителей по X ревизии 1857 года: 49 м. п., 57 ж. п., всего 106 чел.

ВЫБЬЯ — деревня казённая при реке Выбье, число дворов — 14, число жителей: 52 м. п., 63 ж. п.  (1862 год)

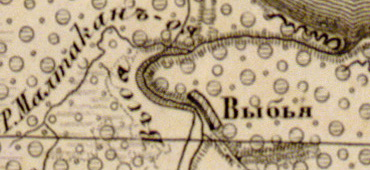
Деревня Выбье на карте 1863 года

Согласно карте из «Исторического атласа Санкт-Петербургской Губернии» 1863 года деревня называлась Выбья.

ВЫБЬЯ — деревня, по земской переписи 1882 года: семей — 23, в них 87 м. п., 100 ж. п., всего 187 чел.

В 1886 году в деревне открылся финско-эстонский молитвенный дом лютеранского прихода Косёмкина (Нарвуси). Закрыт в 1930-е годы.
Согласно материалам по статистике народного хозяйства Ямбургского уезда 1887 года, имение при селении Выбия площадью 2349 десятин принадлежало местному крестьянину А. С. Сякки с 4 товарищами, имение было приобретено в 1881 году за 10 000 рублей. Кроме того, дача Выбьинская принадлежала отставному унтер-офицеру Я. А. Абрамову.

ВЫБЬЯ — деревня, число хозяйств по земской переписи 1899 года — 28, число жителей: 95 м. п., 87 ж. п., всего 182 чел.
 разряд крестьян: бывшие государственные; народность: финская — 182 чел., цыганская — 16 чел. отсутствуют

В конце XIX — начале XX века деревня административно относилась к Наровской волости 2-го стана Ямбургского уезда Санкт-Петербургской губернии. Население деревни было исключительно финским.
В 1908 году в деревне открылась земская школа. Учителем в ней работал А. Сеппянен.
С 1917 по 1924 год деревня Выбье входила в состав Выбьенского сельсовета Наровской волости Кингисеппского уезда.
С 1924 года в составе Островского сельсовета.
Согласно данным переписи населения СССР 1926 года в деревне Выбье проживали 259 человек — большинство финны, а также русские и эстонцы.
С 1927 года в составе Котельского района.
С 1928 года в составе Кракольского сельсовета.

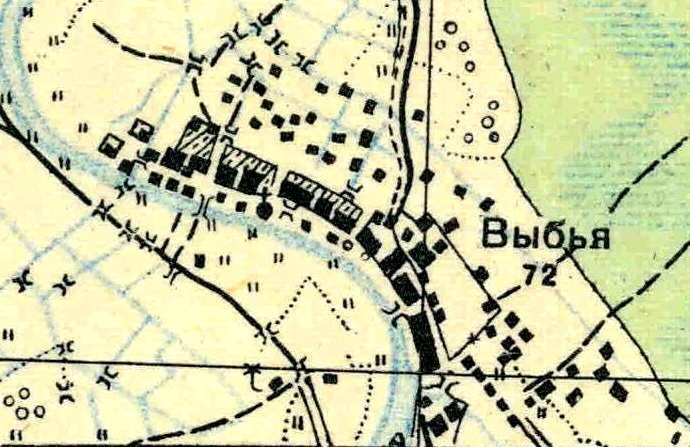
План деревни Выбье. 1930 год

Согласно топографической карте 1930 года деревня называлась Выбья и насчитывала 72 крестьянских двора. В северной части деревни находилась каменная часовня. К западу от деревни находилась ветряная мельница.
С 1931 года в составе Кингисеппского района.
По данным 1933 года деревня Выбье входила в состав Кракольского сельсовета Кингисеппского района.
В 1939 году население деревни Выбье составляло 318 человек.
C 1 августа 1941 года по 28 февраля 1944 года деревня находилась в оккупации.
По данным 1966 и 1973 годов деревня Выбье также находилась в составе Кракольского сельсовета.
По данным 1990 года деревня Выбье входила в состав Усть-Лужского сельсовета Кингисеппского района.
В 1997 году в деревне проживали 75 человек, в 2002 году — 98 человек (русские — 54 %, финны — 34 %), в 2007 году — 69.

## География
Деревня расположена в северо-западной части района на автодороге 41К-109 (Лужицы — Первое Мая).
Расстояние до административного центра поселения — 5 км.
Расстояние до ближайшей железнодорожной станции Усть-Луга — 7 км.
Деревня находится в юго–восточной части Кургальского полуострова, близ Лужской губы Финского залива.
Через деревню протекает река Выбья.
Ближайший населённый пункт — посёлок Усть-Луга.

## Демография
| 1862 | 2007 | 2010 | 2017 |
| ---- | ---- | ---- | ---- |
| 115  | ↘69  | ↘64  | ↘59  |

### Национальный состав
Согласно данным Всероссийской переписи населения 2021 года в деревне проживал 71 человек, из них:
 русские — 65, финны — 6 человек.